# Gallinula galeata
La gallineta americana (Gallinula galeata), también denominada tagüita del norte, gallareta pico rojo, polla negra o gallineta de agua, es una especie de ave gruiforme de la familia de las rállidas (Rallidae) que habita en América. 
Fue considerada conespecífica de la gallineta común.
Habita humedales, vegetación en la ribera de los ríos y cañaverales en América, desde Ontario, Quebec y la mitad oriental de los Estados Unidos, hacia el sur, a través de México, América Central, Bermudas y las Antillas, hasta el norte de Chile y Argentina en América del Sur.

## Taxonomía
Anteriormente se consideró conespecífica de la gallineta común (Gallinula chloropus). Se reconocen siete subespecies:
- Gallinula galeata pauxilla Bangs, 1915 - ocupa la zonas bajas de Chile, Colombia; pequeña y dorso de tono pardo oscuro en vez de negro;
- Gallinula galeata sandvicensis Streets, 1877 - Hawái.
- Gallinula galeata cachinnans Bangs, 1915 - SE Canadá a W Panamá, Bermudas e  islas Galápagos.
- Gallinula galeata cerceris Bangs, 1910 - Antillas Mayores y Menores.
- Gallinula galeata barbadensis Bond, 1954 - Barbados.
- Gallinula galeata galeata (Lichtenstein, 1818) - Alta cordillera Jujuy, Argentina, Bolivia, Brasil, Paraguay, Uruguay; cuerda del ala 185 mm.
- Gallinula galeata garmani Allen, 1876 - Alta cordillera Chile, y Argentina (Jujuy), Perú con dorso negro; cuerda máxima del ala 215 a 219 mm.